# Tannerella forsythia
Tannerella forsythia é um bactéria anaeróbica, Gram-negativa e pertencente a família das Cytophaga-Bacteroidetes que estão relacionadas com as doenças periodontais. A T. forsythia não produz ácido N-acetilmurâmico, então precisa de outras bactérias com capacidade de sintetização do mesmo para crescer com potêncial máximo.
T. forsythia, algumas vezes é identificada por seus nomes anteriores (incluindo Bacteroides forsythus e Tannerella forsythensis), e é um membro do complexo vermelho nos patógenos periodontais.